# Alelimma lignea
Alelimma lignea là một loài bướm đêm trong họ Erebidae.